# Спеціальні історичні дисципліни: питання теорії та методики
Спеціальні історичні дисципліни: питання теорії та методики — спеціалізоване серійне наукове видання Інституту історії України НАН України та його структурного підрозділу — відділу спеціальних галузей історичної науки та електронних інформаційних ресурсів.
Збірник заснований 1997 з ініціативи професора М.Дмитрієнко, яка була відповідальним редактором видання (1997—2007), із 2009 — відповідальний редактор член-кореспондент НАН України Г.Боряк. Голова редакціонної ради — академік НАН України В.Смолій.
Збірник покликаний сприяти всебічному розвиткові спеціальних історичних дисциплін: вдосконаленню методики досліджень, розробці теоретичних підвалин, введенню до наукового обігу нових джерел, визначенню нового статусу спеціальних галузей історичної науки, а також об'єднанню та координації студій вітчизняних фахівців.
За 15 років побачило світ 19 випусків збірника. На його сторінках було вміщено статті з таких дисциплін, як архівознавство, документознавство, джерелознавство (див. Джерелознавство історичне), генеалогія (див. Генеалогія історична), геральдика, біографістика, метрологія історична, маргіналістика, музеєзнавство, зброєзнавство та ін.
Редакціонна політика передбачає можливість оприлюднення дискусійних розвідок, що вирізняються оригінальністю інтерпретації, авторським баченням, новаторством.
Електронна версія збірника: http://www.history.org.ua/?litera& [Архівовано 16 квітня 2013 у Wayback Machine.] askAbout=sid.